# Tobias Rühle
Tobias Rühle (* 7. února 1991) je německý profesionální fotbalista, který hraje na pozici útočníka za klub FV Illertissen.

## Kariéra
Poté, co mu na konci sezóny 2015/16 vypršela smlouva se Sonnenhofem Großaspach, podepsal 1. července 2016 dvouletou smlouvu s týmem Preußen Münster.
Dne 25. března 2019 klub KFC Uerdingen 05 potvrdil, že podepsal smlouvu s Rühlem pro nadcházející sezónu 2019/20. Dne 31. ledna 2020 přestoupil do SSV Ulm 1846 na základě smlouvy do léta 2022.